# 대한민국 형사소송법 제24조
대한민국 형사소송법 제24조는 회피의 원인 등에 대한 형사소송법의 조문이다.

## 조문
제24조(회피의 원인 등) ① 법관이 제18조의 규정에 해당하는 사유가 있다고 사료한 때에는 회피하여야 한다.
②회피는 소속법원에 서면으로 신청하여야 한다.
③제21조의 규정은 회피에 준용한다.

第24條(回避의 原因 等) ① 法官이 第18條의 規定에 該當하는 事由가 있다고 思料한 때에는 回避하여야 한다.
②回避는 所屬法院에 書面으로 申請하여야 한다.
③第21條의 規定은 回避에 準用한다.

## 해설

### '제18조의 규정에 해당하는 사유'
1.1 법관이 피해자인 때
1.2 법관이 피고인 또는 피해자의 친족 또는 친족관계가 있었던 자인 때
1.3 법관이 피고인 또는 피해자의 법정대리인, 후견감독인인 때
1.4 법관이 사건에 관하여 증인, 감정인, 피해자의 대리인으로 된 때
1.5 법관이 사건에 관하여 피고인의 대리인, 변호인, 보조인으로 된 때
1.6 법관이 사건에 관하여 검사 또는 사법경찰관의 직무를 행한 때
1.7 법관이 사건에 관하여 전심재판 또는 그 기초되는 조사, 심리에 관여한 때
2. 법관이 불공평한 재판을 할 염려가 있는 때

## 참고 문헌
- 손동권 신이철, 새로운 형사소송법(초판, 2013), 세창, 2013. ISBN 9788984114081

## 같이 보기
- 제척
- 기피
- 대한민국 형사소송법 제18조
- 대한민국 형사소송법 제21조